# Cap Krusenstern

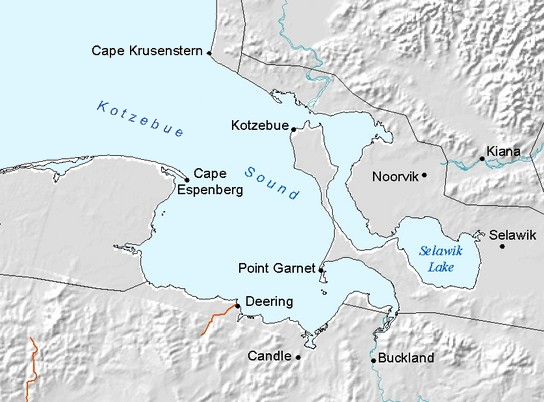
Carte du golfe de Kotzebue avec le cap Krusenstern au nord.

Le cap Krusenstern est un cap sur la côte nord-ouest de l'Alaska. Il est bordé au nord par la mer des Tchouktches et au sud par le golfe de Kotzebue. Son nom lui a été donné en 1816 par l'explorateur Otto von Kotzebue en l'honneur de Johann Adam von Krusenstern, amiral de la marine impériale russe. La région a été protégée en 1976 sous le nom du Cape Krusenstern National Monument.
Le cap Krusenstern abrite l'un des complexes archéologiques les plus connus d'Alaska, attestant de l'occupation humaine depuis 4 000 ans avant le présent, avec des sites se rattachant à la civilisation paléo-eskimo.